# トニー・ウッドコック (サッカー選手)
トニー・ウッドコック（Anthony Stewart Woodcock、1955年12月6日 - ）は、イングランド・ノッティンガムシャー出身の元サッカー選手で元指導者。元イングランド代表。現役時代のポジションはFW。

## 経歴
イングランド代表としては、42試合に出場して16得点を挙げた。1982年のワールドカップスペイン大会、UEFA欧州選手権1980にも参加した。
ノッティンガム・フォレストFCでチーム創設以来初のファーストディヴィジョン優勝、UEFAチャンピオンズカップ優勝に貢献した。1979-80年シーズンに1.FCケルンに移籍した。ここでは奥寺康彦とチームメートであった。
1982年から1986年にかけてプレーしたアーセナルFCでは、所属していた全てのシーズンに2桁ゴールを挙げ、4度チーム内得点王となった。特に1983-84年シーズンには21得点を挙げた。1985年に大怪我を負い、以降アーセナルでは大きな働きが出来なかった。アーセナルでは通算160試合68得点。1986年にアーセナルを退団、1.FCケルンに復帰、2シーズンプレーした。ケルンでの通算成績は154試合46得点(このうちブンデスリーガでは131試合39得点)。

## タイトル

### クラブ
ノッティンガム・フォレスト
- UEFAチャンピオンズカップ : 1978-79
- ファーストディヴィジョン : 1977–78
- FAチャリティ・シールド : 1978
- フットボールリーグカップ : 1977–78, 1978–79

個人タイトル
- ノッティンガム・フォレスト年間最優秀選手 : 1977
- PFA年間最優秀若手選手賞 : 1977-78
- アーセナルFC年間最優秀選手 : 1983